# Новогригорівка Перша
Новогриго́рівка Пе́рша (давня назва — Маржанівка) — село в Україні, у Кропивницькому районі Кіровоградської області. Населення становить 995 осіб. Входить до складу Долинської міської громади.

## Історія
Станом на 1886 рік у селі Новгородківської волості Олександрійського повіту Херсонської губернії, мешкало 1482 особи, налічувалось 245 дворових господарств, існувала православна церква та лавка.
У 1912 році запрацювала школа, побудована за кошти Миколи Львовича Давидова.

## Населення
Згідно з переписом УРСР 1989 року чисельність наявного населення села становила 1133 особи, з яких 517 чоловіків та 616 жінок.
За переписом населення України 2001 року в селі мешкало 996 осіб.
Мова
Розподіл населення за рідною мовою за даними перепису 2001 року:
| Мова       | Відсоток |
| ---------- | -------- |
| українська | 96,98 %  |
| російська  | 2,71 %   |
| молдовська | 0,20 %   |
| білоруська | 0,10 %   |

## Відомі люди
- Каменщик Василь Вікторович — український архітектор, дійсний член Української академії архітектури.
- о. Лехан Микита Авксентійович (Старець Микита; 13 [26] травня 1893 — 7 грудня 1985, Лизогубівка, Харківська область) — один з найбільш шанованих священиків Катакомбної православної церкви, багато разів заарештовувався більшовиками[5].
- Похович Сергій Богданович — український військовик, старший сержант Збройних сил України, учасник російсько-української війни.